# Tomasz Padura
Tomasz Padura, także Tymko Padura (rzadziej Padurra) herbu Sas (ukr. Тимко Падура, ur. 21 grudnia 1801 w Ilińcach w guberni kijowskiej, zm. 20 września 1871 w Koziatynie w powiecie berdyczowskim guberni kijowskiej) – polsko-ukraiński poeta, kompozytor i pieśniarz.

## Życiorys
Pochodził ze szlacheckiej rodziny herbu Sas. Ojciec był komornikiem bracławskim. Absolwent Liceum Krzemienieckiego. Zwolennik wspólnej walki o niepodległość Polaków i Rusinów. Wbrew legendzie, nie uczestniczył w powstaniu listopadowym, walcząc w oddziale Wacława Rzewuskiego. Choć oddział ten, śpiewał pieśni Tomasza, sam poeta przebywał już wówczas w więzieniu, aresztowany w Skwirze jako emisariusz powstańczy pod koniec 1830. Przetrwał i uzyskał nie uwolnienie lecz długotrwały areszt domowy dzięki symulowaniu szaleństwa. Przez co najmniej dwa lata mieszkał pod stałą kontrolą policji carskiej we własnym majątku w Machnówce.
Był „śpiewakiem kozaczyzny”, popularyzującym ukraiński folklor poprzez muzykę. Tworzył wiersze liryczne, dumki, pieśni (komponował również muzykę do nich). Tłumaczył poezję Adama Mickiewicza (np. jest autorem przekładu na język ukraiński poematu Konrad Wallenrod).
Autor licznych pieśni (ok. 200 zarówno w języku polskim, jak i ukraińskim) i bardzo popularnych, śpiewanych po wsiach dumek ukraińskich (do których komponował także muzykę) takich jak: Zołotaja Boroda, Roman z Korzyry, Kozak, popularyzowanych przez samego Padurę, który w latach 1828–1829 wędrował po Ukrainie w przebraniu dida (dziada proszalnego) i śpiewał własne pieśni. Mówił sam o sobie: „Mickiewicz wielki poeta, ale kto go zna, a mnie śpiewa cała Polska i Ukraina”.
Pisał w języku polskim i ukraińskim. Jego polskojęzyczne prace zalicza się do tzw. szkoły ukraińskiej literatury polskiej.
Prawdopodobnie nie był autorem tekstu pieśni Hej, sokoły, jak niegdyś sądzono, gdyż w żadnym ze zbiorów z utworami Padury ta pieśń nie występuje. Również żaden znawca twórczości Padury nie potwierdza jego autorstwa.
Pochowany w Machnówce.

## Twórczość
- Kozak, Lwów 1830
- Pienia Tomasza Padury, Lwów 1842 (w serwisie Książki Google)
- Ukrainky z nutoju Tymka Padurry, Warszawa 1844 (w serwisie Polona)
- Hetmancy. Piosenki ze szlaku Czilde Harolda przez Słowian, 1854[4]
- Pyśma Tymka Padurry. Wydanie posmertne z awtohrafiw, Lwów 1874, wydał Karol Wild

## Ocena twórczości
Mimo swojego zaangażowania w miejscową twórczość nie był doceniany przez narodowych działaczy ukraińskich młodszego pokolenia. Zarzucano mu brak „ruskiego ducha”, za co był ostro krytykowany. Ukraiński uczony Jakiw Hołowacki pisał, że Padura nie tworzył w „czystym” języku ukraińskim, jego poematy tworzone na Ukrainie miały być mieszaniną języka ukraińskiego z rosyjskim, polskim, cerkiewnosłowiańskim (por. surżyk), choć literacki język ukraiński dopiero kształtował się za jego pokolenia.
Podobnie wypowiadał się Franciszek Rawita-Gawroński w pracy „Tomasz Padurra (Monografia krytyczna)” (1889). Napisał tam:

Ani jeden z poetów polskich lub małorosyjskich, nawet tych, którzy pisali w porywach namiętności, nie opiewał rozbójnictwa z takim uwielbieniem, z jakim przedstawiał go Padura; Jeżeli tamci rzeź Lachów przedstawiali jako bohaterstwo, to ostatni przedstawia swoich bohaterów przelewających krew po prostu dla sztuki. Kozak Padury nie jest człowiekiem podążającym za jakimś celem (jakimkolwiek by on nie był), ryzykującym dla niego życiem swoim i innych, a po prostu wcielonym demonem.
De pokaże mstywa twar
Krasiat zemlu, krasiat wody
Krowli ryczki i pożar.

Pomimo tych słów krytyki utwory Padury cieszyły się na Ukrainie dużą popularnością. Wiele z nich weszło do folkloru i jest traktowanych przez samych Ukraińców jako ich pieśni ludowe.